# 大達利尼克

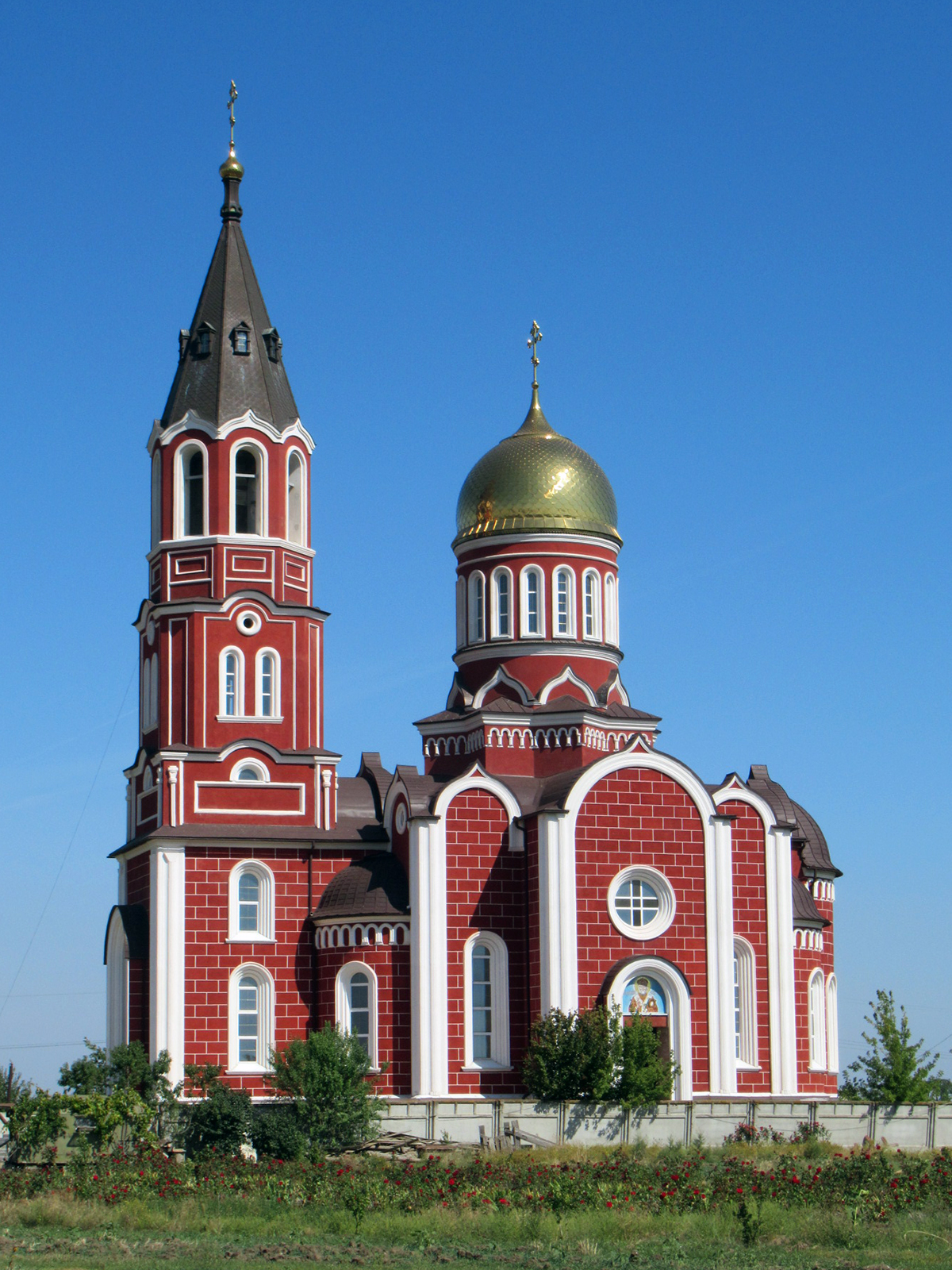
教堂

46°27′57″N 30°33′30″E / 46.46583°N 30.55833°E
大達利尼克（烏克蘭語：Великий Дальник）是位於烏克蘭西南部的村莊，由敖德萨州敖德萨区的大達利尼克市鎮負責管轄，並為該市鎮的行政中心。該村始建於1810年，面積15.75平方公里，海拔高度45米，2001年人口7,655。